# Ulli Thiel
Ulli Thiel (* 8. Dezember 1943 in Plöhnen; † 10. April 2014 in Karlsruhe) war ein deutscher Sonderschullehrer. Bekannt geworden ist er als pazifistischer Friedensaktivist und Ideengeber der Friedensbewegung.

## Leben
Thiel war seit 1966 mit Sonnhild Thiel verheiratet, mit der er drei Kinder hatte. Er arbeitete bis zu seiner Pensionierung 2007 als Sonderschullehrer an der Erich-Kästner Schule für hörgeschädigte und sprachbehinderte Kinder in Karlsruhe. 1982 gewann die von ihm betreute  Abschlussklasse beim Geschichtswettbewerb des Bundespräsidenten zum Themenspektrum Alltag im Nationalsozialismus – Die Kriegsjahre in Deutschland einen Preis mit dem Projekt Aus der Geschichte für die Zukunft lernen: Nie wieder Faschismus!
Ulli Thiel war ab 1968 in der Deutschen Friedensgesellschaft – Vereinigte KriegsdienstgegnerInnen (DFG-VK) aktiv. In den 1970er und 1980er Jahren war er zusammen mit seiner Frau Sonnhild nebenberuflich Landesgeschäftsführer der DFG-VK Baden-Württemberg. Laut dem Nachrichtenmagazin Der Spiegel war Thiel Mitte der 1960er Jahre „einer der ersten bundesdeutschen Zivildienstleistenden“. Er begründete „seine pazifistische Gesinnung mit dem christlichen Glauben“ und organisierte zahlreiche Demonstrationen und Aktionen gegen Krieg und Aufrüstung. Thiel beriet „Tausende Kriegsdienstverweigerer“ bei ihrem bevorstehenden Prüfungsverfahren und „ertrug“, so der Spiegel, „Hausdurchsuchungen und Ermittlungsverfahren“.
Bekannt wurde Ulli Thiel durch seine Prägung des Slogans der Friedensbewegung Frieden schaffen ohne Waffen 1978 und als Initiator der bislang größten Menschenkette der Friedensbewegung, auf der sich am 22. Oktober 1983 ungefähr 400.000 Menschen zwischen Stuttgart und Neu-Ulm versammelten, um gegen die Stationierung von Pershing-Raketen und Marschflugkörper zu demonstrieren.
Gemeinsam von der Deutschen Friedensgesellschaft/Vereinigte Kriegsdienstgegner (DFG/VK) und der Evangelischen Landeskirche Baden ist seit dem  Schuljahr 2019/2020 für Schülerinnen und Schüler in Baden-Württemberg jedes Jahr der Ulli-Thiel-Friedenspreis ausgeschrieben. Prämiert werden können Texte, Bilder, Collagen und andere freie Arbeiten, die das von Ulli Thiel geschaffene Motto „Frieden schaffen ohne Waffen“ berühren.